# Plymouth Caravelle
La Caravelle de Plymouth est une berline familiale qui a été présentée par Plymouth comme modèle canadien de 1983. La Caravelle est arrivée aux États-Unis en 1985 pour remplacer la Chrysler E-Class. Elle était essentiellement identique à la Dodge 600. Elle a été remplacée par la Plymouth Acclaim en 1989.  La Caravelle était la première berline intermédiaire à traction avant de Plymouth.
Le nom du véhicule est inspiré du mot Caravelle, un voilier du XVe siècle utilisé par les Portugais; le navire a été noté pour sa vitesse et agilité.

## États Unis

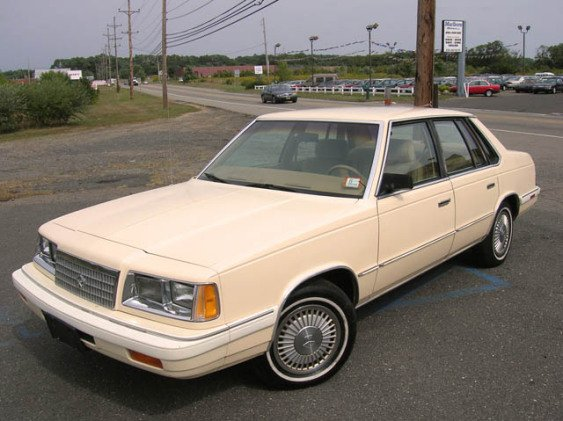
Plymouth Caravelle SE 1988

En 1985, Chrysler abandonna sa variante d'entrée de gamme sans succès, la Chrysler E-Class (l'idée d'une Chrysler plus traditionnelle n'était pas bien accueillie par les consommateurs).  Même si la Dodge 600 était traditionnelle, les Dodge n'étaient généralement pas vendues avec Chrysler. Plutôt que d'avoir uniquement la New Yorker en haut de gamme sur les lots des concessionnaires Chrysler-Plymouth, l'ancienne classe E s'est vu attribuer une nouvelle calandre.  Ce modèle a été intégré entre la compacte Reliant et la Gran Fury.
Pour sa première année, la Caravelle est arrivée dans une version avec un certain nombre de fonctionnalités standard, la Caravelle SE.  Caractéristiques standard : radio AM / FM stéréo, vitres électriques, verrous électriques, rétroviseurs électriques, déverrouillage du couvercle du coffre, régulateur de vitesse, climatisation et banquette avant divisée 50/50, avec des sièges inclinables.  Pour 1986, la Caravelle subit un lifting qui arrondit nombre des angles vifs, lui donnant un aspect plus aérodynamique.  Également à partir de 1986, un modèle de base a été proposé, sans certaines des fonctionnalités standard du "SE".  La Caravelle a été conservée aux États-Unis jusqu'en 1988, date à laquelle elle a été remplacée par la nouvelle Acclaim pour 1989.  Contrairement à la Caravelle canadienne identique, un modèle coupé 2 portes n’a jamais été vendu aux États-Unis.

### Moteurs
- 2,2 L I4 - 96 ch (72 kW) et 161 N m de couple - 1985-1988
- 2,2 L I4 Turbo - 146 ch (109 kW) et 228 N m de couple - 1985-1988
- 2,5 L I4 - 100 ch (75 kW) et 184 N m de couple - 1986-1988
- 2,6 L I4 - 1986 (remplacé par le moteur de 2,5 L de Chrysler)

### Niveaux de finition
Niveaux de finition pour la version américaine, 1985-1988
- SE - 1985-1988
- base - 1986-1988

Chiffres de production pour la version américaine:
| Année | Unités |
| ----- | ------ |
| 1985  | 39 971 |
| 1986  | 34 352 |
| 1987  | 42 465 |
| 1988  | 16 889 |

Chiffres obtenus de l' Encyclopedia of American Cars